# ZERO

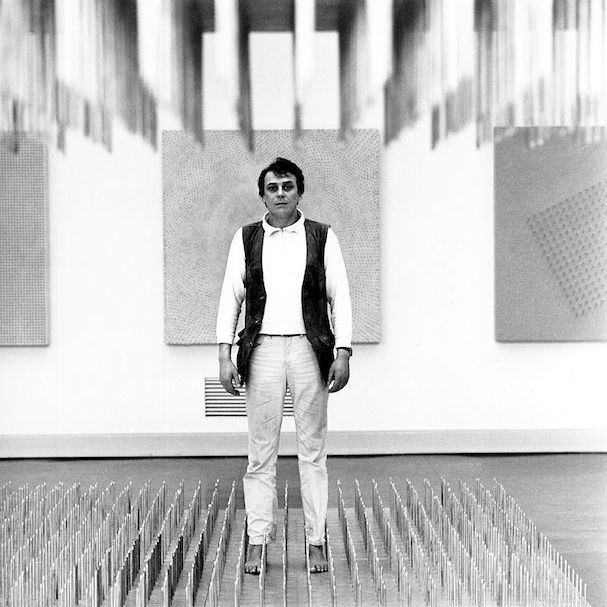
Гюнтер Юккер (фото Лотара Волле)

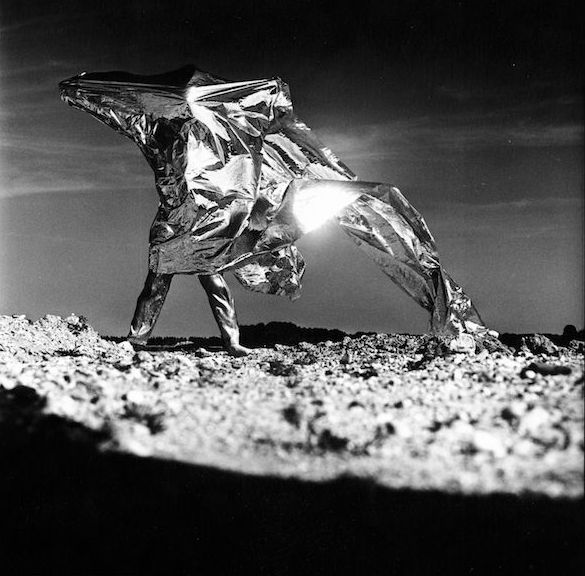
Хайнц Мак (фото Лотара Волле)

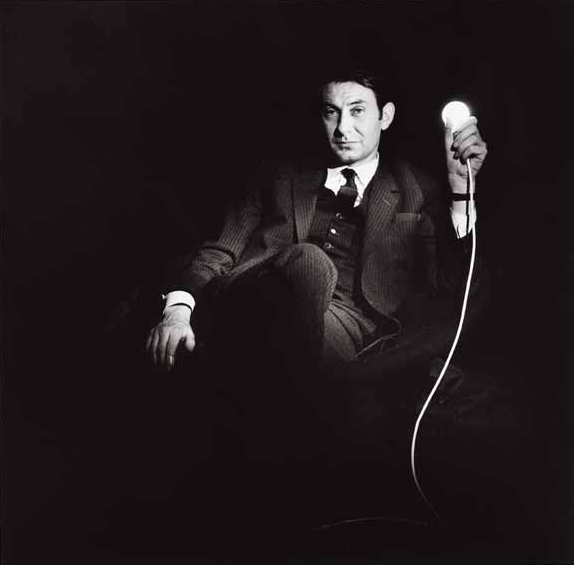
Отто Пине (фото Лотара Волле)

ZERO — направление современного искусства, начало которому положила группа художников-авангардистов Zero, основанная в Дюссельдорфе в конце 1950-х годов Хайнцем Маком и Отто Пине, к которым в 1961 году присоединился Гюнтер Юккер. Пине описал концепцию направления как «зону молчания и чистых возможностей для нового начала». Направление представляли художники Германии, Нидерландов, Бельгии, Франции, Швейцарии и Италии.

## История
Направление основали Хайнц Мак, Отто Пине и Гюнтер Юккер. К нему примкнули художники из Франции (Арман, Жан Тенгели, Ив Кляйн и Бернар Обертен), Италии (Лучо Фонтана, Пьеро Мандзони), Бельгии (Поль Бюри) и Швейцарии (Кристиан Мегер).
Многие из художников ZERO известны как представители других направлений, включая новый реализм, арте повера, минимал-арт, оп-арт, ленд-арт и кинетическое искусство.
Художники направления выдвинули в качестве главного принципа отказ от индивидуального стиля, что стало ответом на исключительно личный характер господствовавшего в искусстве абстрактного экспрессионизма в период после Второй мировой войны. В работах активно использовались новые и нетрадиционные материалы, включая свет, воду и огонь.

## Выставки

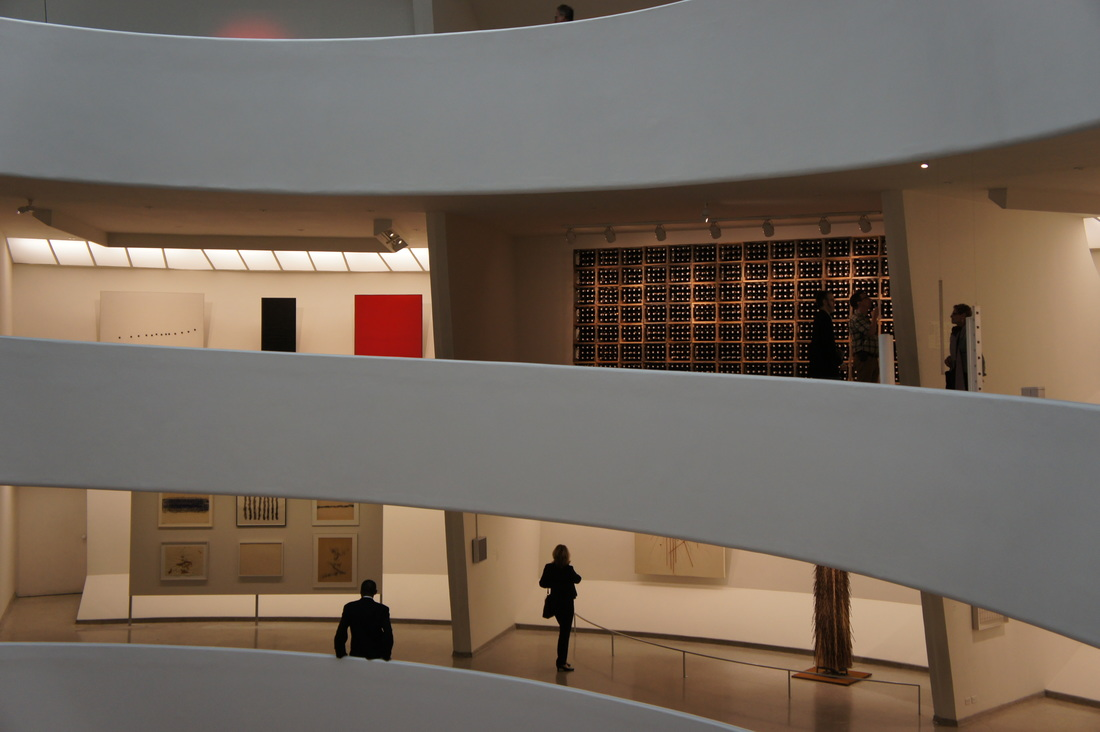
ZERO в Музее Гуггенхайма (Нью-Йорк)

Гюнтер Юккер. Гропиус-Бау (Берлин)

Художники Поль Бюри, Пол ван Хойдонк, Жан Тенгели и Даниэль Шпёрри организовали в 1959 году в Хессенхёйсе в Антверпене выставку «Движение в видении — видение в движении» (Motion in Vision — Vision in Motion), которая стала первым международным показам направления ZERO. Как говорил Отто Пине, она стала первой настоящей выставкой ZERO: предыдущие показы проходили в 1957 году в студии Хайнца Мака и Отто Пине.
Уже в начале 1960-х годов художник Хенк Петерс представил директору Городского музея Амстердама Виллему Сандбергу монохромные произведения молодого поколения европейских художников. После выставки 1962 года, на которой, помимо монохромных работ, появился цвет, вибрация, свет и движение, концепция направления получила дальнейшее развитие при участии Хайнца Мака, Отто Пине и Гюнтера Юккера, а также Ива Кляйна и Пьеро Мандзони. На этой выставке, проведённой без куратора силами самих художников, были представлены не только работы европейцев, но и произведения представителей Северной и Южной Америки, а также Японии.
В период между 1993 и 1999 годами в Galerie Villa Merkel в Эсслингене состоялись четыре выставки направления ZERO, куратором которых была искусствовед Рената Вихагер. Были представлены отдельные группы направления: нидерландская NUL Group, ZERO Italy, ZERO Paris, финальную выставку 1999 года посвятили Zero Deutschland 1960. Помимо трёх немецких основоположников направления выставлялись работы ещё двадцати художников, созданные в период с конца 1950-х до 1990-х годов. Эта серия выставок сопровождалась публикациями с первым всеобъемлющим обзором направления ZERO как европейского явления современного искусства.
Музей Кунстпаласт в Дюссельдорфе представил первую обзорную выставку ZERO в 2006 году. На выставке, организованной Жан-Юбером Мартеном и Маттейсом Виссером, экспонировались картины и инсталляции, объединённые по странам происхождения. Хайнц Мак, Отто Пине и Гюнтер Юккер выступили кураторами собственных тематических разделов. Хенк Петерс, который организовал выставки ZERO в 1962 и 1965 годах в Городском музее Амстердама, консультировал по вопросам дизайна и подбора работ. Дюссельдорфская выставка реконструировала часть инсталляций, впервые показанных в Городском музее Амстердама.
В 2006 году в Музее современного искусства Зальцбурга было представлено 120 работ 50 художников ZERO. Работы были предоставлены немецкими коллекционерами Герхардом и Анной Ленц, интересы которых почти полностью были связаны с направлением. Герхард Ленц впервые познакомился с творчеством группы Zero на выставке Пине в книжном магазине Дюссельдорфа в 1963 году. С 1974 года пара экспонировала работы на 12 выставках, в том числе во Франкфурте, Барселоне, Москве и Варшаве.
В 2013 году Музей Оскара Нимейера в Куритибе (Бразилия) организовал выставку Zero — крупнейшую из когда-либо проводившихся в Бразилии. На ней были представлены работы ведущих художников движения, а также латиноамериканских художников, таких как Геркулес Барзотти, Лигия Кларк и Абрахам Палатник из Бразилии, Гертруда Гольдшмидт (Gego) из Венесуэлы и Дьюла Кошице из Аргентины. В их произведениях использовался тот же визуальный язык, что и у основоположников направления. Выставка была повторена в Фонде Ибере Камарго в Порту-Алегри, а также в 2014 году на Пинакотеке штата Сан-Паулу.
Музей Гуггенхайма провёл ретроспективный показ работ направления на выставке ZERO: Countdown to Tomorrow, 1950s-60s. В ней приняли участие более 40 художников из более 10 стран. Выставка стала первым крупномасштабным историческим обзором творчества направления в Соединённых Штатах. Поддержку выставке оказал фонд ZERO, в 2015—2016 году она была повторена в Гропиус-Бау в Берлине и в Городском музее Амстердама.
В 2015 году в «Мультимедиа Арт Музее» в Москве и Музее Сакыпа Сабанджи в Стамбуле прошла выставка под названием ZERO: Countdown to the Future.
В 2018 году Музей старого и нового искусства в Хобарте (Тасмания) организовал крупный показ исторических и восстановленных работ направления, объединённых темой вибраций. Выставка стала первой экспозицией ZERO в Австралии. На выставке были показаны большие инсталляции Энрико Кастеллани, Джанни Коломбо, Лучо Фонтана, Хайнца Мака, Хенка Петерса, Отто Пине, Хесуса Рафаэля Сото, Жана Тенгели и Гюнтера Юккера. Отдельный раздел, впервые в истории выставок ZERO, был посвящён «отцам-основателям», таким как Виктор Вазарели, Марсель Дюшан и Лучо Фонтана.

## Исследования
В 2005 году основана организация 0-INSTITUTE, задачами которой являются исследование, сохранение и показ работ и документов художников, связанных с направлением ZERO. В 2008 году основан Фонд ZERO, организованный художниками Düsseldorf ZERO и Музеем Кунстпаласта. Фонд ZERO занимается немецким наследием направления.

## Рыночная стоимость
В 2010 году Sotheby’s продал в Лондоне с аукциона часть коллекции Герхарда и Анны Ленц. Первоначально оцененные в 12 млн фунтов стерлингов, 49 картин, рисунков и панелей с рельефным рисунком, изготовленные из различных материалов, были проданы на вечернем аукционе за 54,07 млн фунтов стерлингов. Покупателей нашли 74 из 77 предложенных лотов, что для произведений современного искусства стало беспрецедентным результатом.